# Parablarinella
Parablarinella is een geslacht van zoogdieren uit de  familie van de spitsmuizen (Soricidae). De wetenschappelijke naam van het geslacht werd in 2019 gepubliceerd door Blannikova et al.

## Soorten
Er worden 2 soorten in dit geslacht geplaatst:
- Parablarinella griselda (O. Thomas, 1912)
- Parablarinella latimaxillata Chen et al., 2023[3]